# Сцинки справжні
Сцинки справжні (Scincus) — рід ящірок з родини Сцинкові.

## Опис
Загальний розмір цього сцинка до 22 см. Колір шкіри може бути іруватим, коричневим або жовтуватим. У нього щільний тулуб, вкорочена та товста голова, короткі лапи з п'ятьма пальцями, конусоподібний хвіст, який стиснутий з боків. На передніх та задніх лапах пальці з малими кігтями. Вони мають з боків рогові зубчики у вигляді бахроми. Луска щільно прилягає одна до одної.

## Спосіб життя
Справжні сцинки активні вдень, полюбляють піщані пустелі. Харчуються комахами, їх личинками. Гарно пересуваються по піску, часто туди зариваються. Звідси його назва від місцевих жителів — «піщана риба». Вони полюбляють тепло, разом з тим мала вживають води.
Справжні сцинки є живородними та яйцекладучими ящірками.

## Розповсюдження
Місцем проживання цих сцинків є: Північна Африка, Аравійський півострів, Ірак, Іран, Пакистан.

## Види
- Scincus hemprichii
- Scincus mitranus
- Scincus scincus